# Puglia zászlaja
Puglia zászlaját a mai formájában 2001. augusztus 10-én fogadták el. A korábban kékkel keretezett, 1988 óta használt zászlóban új elemként jelent meg az olasz színeket szimbolizáló vertikális vörös és zöld sáv, valamint a régió neve. A zászló közepén a régió címerét ábrázolták, a pajzsban egy vörös nyolcszögben természetes (nem heraldikai) színekkel ábrázolt olívafával. A címerpajzs felett egy korona látható. A zászló oldalainak aránya 2:3.